# Roissy-en-Brie
Roissy-en-Brie (franskt uttal: [ʁwasi ɑ̃ bʁi]
 ( lyssna)) är en kommun i departementet Seine-et-Marne i regionen Île-de-France i norra Frankrike. Kommunen ligger i kantonen Pontault-Combault som tillhör arrondissementet Torcy. År 2022 hade Roissy-en-Brie 23 521 invånare.

## Befolkningsutveckling
| Befolkningsutvecklingen i Roissy-en-Brie 1968–2021 | Befolkningsutvecklingen i Roissy-en-Brie 1968–2021 | Befolkningsutvecklingen i Roissy-en-Brie 1968–2021 | Befolkningsutvecklingen i Roissy-en-Brie 1968–2021 | Befolkningsutvecklingen i Roissy-en-Brie 1968–2021 |
| -------------------------------------------------- | -------------------------------------------------- | -------------------------------------------------- | -------------------------------------------------- | -------------------------------------------------- |
|                                                    |                                                    |                                                    |                                                    |                                                    |
| År                                                 |                                                    |                                                    | Folkmängd                                          |                                                    |
| 1968                                               | 1968                                               |                                                    | 2 561                                              |                                                    |
| 1975                                               | 1975                                               |                                                    | 10 881                                             |                                                    |
| 1982                                               | 1982                                               |                                                    | 15 274                                             |                                                    |
| 1990                                               | 1990                                               |                                                    | 18 688                                             |                                                    |
| 1999                                               | 1999                                               |                                                    | 19 693                                             |                                                    |
| 2007                                               | 2007                                               |                                                    | 21 971                                             |                                                    |
| 2015                                               | 2015                                               |                                                    | 23 048                                             |                                                    |
| 2021                                               | 2021                                               |                                                    | 23 061                                             |                                                    |